# Transistore unigiunzione
Un transistore unigiunzione (in inglese Uni-junction transistor o UJT) è un dispositivo elettronico a semiconduttore.

## Tipologie
Ce ne sono di due tipi:
- Il transistore unigiunzione originale, o UJT, che è un semplice dispositivo composto essenzialmente da una barretta di semiconduttore di tipo N in cui è stato diffusa una certa quantità di materiale di tipo P. Il 2N2646 è un esempio di tale dispositivo.

- Il transistore unigiunzione programmabile, o PUT, che è un dispositivo che ricorda il tiristore. Come il tiristore consiste di quattro strati P e N alternati e possiede un anodo ed un catodo connessi al primo e all'ultimo strato, ed un gate connesso ad uno degli strati interni. Questi dispositivi non sono direttamente interscambiabili con gli UJT convenzionali ma assolvono ad una funzione simile. Il 2N6027 è un esempio di tale dispositivo.

Entrambe le tipologie di dispositivo trovano applicazione come trigger per i tiristori e come dispositivi attivi negli oscillatori a rilassamento. La caratteristica della tensione di emettitore rispetto alla corrente di emettitore mostra una area a resistenza differenziale negativa; questo è ciò che rende interessanti e utilizzabili tali circuiti. Il transistore unigiunzione presenta un'unica giunzione e da qui deriva il nome transistor 'UNI'giunzione. Un dispositivo UJT presenta tre terminali. Tali terminali sono un emettitore (E) e due basi (B1 e B2). La base
è realizzata da una sezione di silicio poco drogata di tipo n. Due contatti ohmici B1 e B2 sono collegati
alle sue estremità. L'emettitore è di tipo p ed è drogato fortemente. La resistenza presente tra B1 e B2 quando l'emettitore è aperto è
chiamata resistenza di interbase.

## Funzionamento
Normalmente il dispositivo viene utilizzato collegando ogni base all'alimentazione tramite un resistore, B2 al positivo e B1 al negativo. In questo modo nella resistenza interbase circola una corrente che produce una caduta di tensione distribuita lungo il semiconduttore. Attraverso l'emettitore non è possibile iniettare corrente fintanto che la tensione applicata non superi quella indotta dalla corrente interbase (che dipende dalla tensione di alimentazione Vs attraverso un fattore di partizione chiamato {\displaystyle \eta }). Quando questo accade la resistenza tra emettitore e B1 si abbassa bruscamente. Si ha così sulle due basi un impulso, positivo per B1 e negativo per B2, ed un forte incremento della corrente di emettitore.
Per costruire un oscillatore a rilassamento si procede quindi collegando all'emettitore una rete RC con resistore al positivo e condensatore verso massa. Mentre il condensatore si carica la corrente è molto bassa, ma quando l'unigiunzione commuta, il condensatore si scarica attraverso l'emettitore e viene generato l'impulso d'uscita. A questo punto il ciclo riprende.